# Arthur (sistema operacional)
Arthur foi um sistema operacional com interface gráfica usado em computadores da Acorn equipados com UCPs ARM, de cerca de 1987 até que o RISC OS 2, muito superior, foi disponibilizado em abril de 1989. Foi o SO das primeiras máquinas ARM Archimedes.

## Características
A área de trabalho é bem primitiva, apresentando um esquema de cores tipicamente descrito como "technicolor". As primeiras versões eram cheias de defeitos, e a razão de sua existência era reservar um lugar para o RISC OS 2 (o nome escolhido, em vez de "Arthur 2"), em fase de desenvolvimento.
O ambiente gráfico rodava sobre um sistema operacional de linha de comando, derivado do antigo SO MOS da série BBC Micro de microcomputadores de 8 bits.
O nome "Arthur" teria sido descartado da versão 2 por conta do lançamento na época de um filme chamado Arthur 2: On the Rocks ("Arthur 2: O Milionário Arruinado", no Brasil). Do nome Arthur também foi dito que seria uma contração de "A Risc-based operating system by THURsday" ("um sistema operacional RISC para quinta-feira", o que dá uma ideia da rapidez com que teve de ser desenvolvido). Supostamente, a pressa no desenvolvimento do Arthur deveu-se ao fato de que o sistema operacional revolucionário que a Acorn estava desenvolvendo (o ARX) não iria ficar pronto a tempo.
A maior parte do software feito para o Arthur pode ser executado sob RISC OS. Todavia, uns poucos programas não irão funcionar desta forma.